# Voetbalkampioenschap van Midden-Elbe 1912/13
In 1912/13 werd het achtste voetbalkampioenschap van Midden-Elbe gespeeld, dat georganiseerd werd door de Midden-Duitse voetbalbond. FuCC Cricket-Viktoria 1897 Magdeburg werd kampioen en plaatste zich voor de Midden-Duitse eindronde. De club verloor meteen van SpVgg 1899 Leipzig. 

## 1. Klasse
| Plaats | Club                                 | Wed. | W | G | V | Saldo | Ptn. |
| ------ | ------------------------------------ | ---- | - | - | - | ----- | ---- |
| 1.     | Magdeburger FC Viktoria 1896         | 8    | 6 | 0 | 2 | 35:17 | 12:4 |
| 2.     | FuCC Cricket-Viktoria 1897 Magdeburg | 8    | 6 | 0 | 2 | 29:16 | 12:4 |
| 3.     | Magdeburger SC Germania 1898         | 8    | 3 | 2 | 3 | 18:23 | 8:8  |
| 4.     | Magdeburger SC 1900                  | 8    | 2 | 1 | 5 | 14:20 | 5:11 |
| 5.     | BFC Preußen 1902 Burg                | 8    | 1 | 1 | 6 | 12:32 | 3:13 |

|  | Finale titel |

### Finale titel
|                 |                                      |       |                              |  |
| 9 februari 1913 | FuCC Cricket-Viktoria 1897 Magdeburg | 2 – 3 | Magdeburger FC Viktoria 1896 |  |
| 9 februari 1913 |                                      |       |                              |  |

Magdeburger FC Viktoria 1896 werd gediskwalificeerd omdat ze een niet-speelgerechtigde speler opgesteld hadden. 